# Necro (rapper)

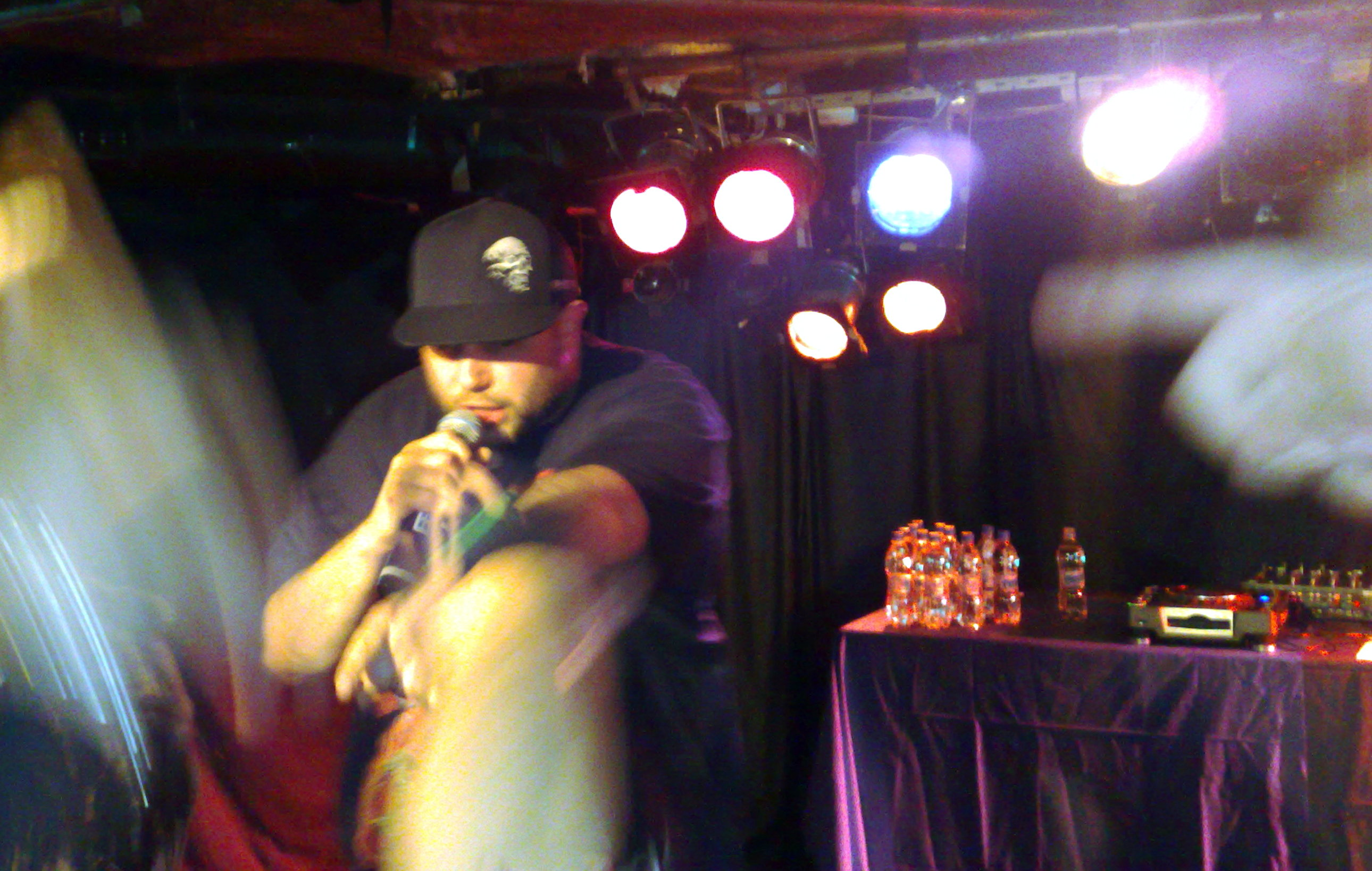
Necro fazendo um show.

Ron Braunstein, mais conhecido como Necro, é um rapper estadunidense judeu, produtor musical e diretor do Brooklyn, em Nova Iorque.
Braunstein é também o irmão menor do rapper Ill Bill. Necro fundou a Psycho+Logical-Records, em novembro de 1999, em ordem para manter o controle completo da concepção e distribuição de suas músicas.

## Discografia
- 1998: Necro
- 2000: I Need Drugs
- 2001: Gory Days
- 2004: The Pre-Fix for Death
- 2005: The Sexorcist
- 2007: Death Rap
- 2010: Die!
- 2012: The Murder Murder Kill Kill Dable

## Filmografia
- 2000: I Need Drugs Music Video
- 2003: Sexy Sluts: Been There, Done That

## Relações externas
- Website oficial
- Arquivo do Website oficial
- Página oficial no MySpace